# Arash Abizadeh
Arash Abizadeh (en persa: آرش ابی زاده‎) es un filósofo y  profesor universitario iraní-canadiense. Se desempeña como profesor en el Departamento de Ciencias Políticas y miembro asociado del Departamento de Filosofía de la Universidad McGill. Es conocido por su experiencia en teoría democrática y Thomas Hobbes. Recibió la Beca Rhodes (1994).

## Libros
- Hobbes y las dos caras de la ética, Cambridge University Press, 2018. ISBN 1108417299.